# Silverstoneia minima
Silverstoneia minima é uma espécie de anfíbio anuro da família Dendrobatidae. Está presente na Colômbia. A UICN classificou-a como deficiente de dados.